# Tamara Ritthaler
Tamara Ritthaler (* 1989 in Landshut) ist eine deutsche Schauspielerin.

## Leben
Ritthaler  zog in ihrer Kindheit mit ihren Eltern nach Chichester in West Sussex, England.
Dort besuchte sie das Seaford College und machte einen A-Level Abschluss. Später folgte der Bachelor of Arts an der Metfilmschool in London und dann die Schauspielausbildung am William Esper Studio in New York City
Anfang 2020 feierte sie den Abschluss ihres Master of Arts in Shakespeare in Performance.
In dieser Zeit arbeitete sie vorwiegend im Theater in London und hatte ihr Fernsehdebüt 2016 in Deutschland mit den Weißblauen Wintergeschichten in der Folge Sophie's Hütte als Marie.
Seitdem folgten weitere Auftritte bei den Rosenheim Cops und Dahoam is Dahoam.
Während der Pandemie arbeitete sie mit The Show Must Go Online an deren Shakespeare-Live-Online-Projekt und produzierte mit ihnen Marlowe's Dr Faustus.

## Filmografie (Auswahl)
- 2011: Hunted (Kurzfilm)
- 2015: The Arcade Incident (Kurzfilm)
- 2015: Carbon Foxes
- 2017: Weissblaue Wintergeschichten – Sophie's Hütte (Fernsehserie)
- 2019: Die Rosenheim Cops – Mord im Märchenpark (Fernsehserie)
- 2021: Dahoam is Dahoam – Unter Bikern (Fernsehserie)